# ヒューゴ・リグノルド
ヒューゴ・ヘンリー・リグノルド（Hugo Henry Rignold, 1905年5月15日 - 1976年5月30日）は、イギリス出身の指揮者。
キングストン・アポン・テムズの音楽家の家庭に生まれた。父ヒューゴ・チャールズは指揮者で、母アグネス・マンはオペラ歌手であった。５歳の時に家族でウィニペグに移住し、当地でヴァイオリンを学んだが、1923年に奨学金を得てロンドン王立音楽院に入学した。その翌年にはクイーンズ・ホールでヘンリー・ウッドと共演してピョートル・チャイコフスキーのヴァイオリン協奏曲を演奏した。その後はジャック・ヒルトン・バンドにヴァイオリン奏者として所属し、同僚のジャン・プーニェと弦楽四重奏団を作るなどした。1939年に兵役につき、1944年にパレスチナ管弦楽団を指揮する機会を得て指揮者デビューを果たした。1947年から翌年まで、コヴェントガーデン王立歌劇場のバレエ指揮者を務め、1948年から1954年までリヴァプール・フィルハーモニー管弦楽団の首席指揮者を歴任した。1957年からロイヤル・バレエ団の音楽監督となり、1960年からバーミンガム市交響楽団の常任指揮者に転出して1968年まで務めた。
ハムステッドにて没。